# يرمول هاريسي
يرمول هاريسي (الاسم العلمي:Ammospermophilus harrisii) (بالإنجليزية: Harris’s Antelope Squirrel)‏ هو نوع من الحيوانات يتبع جنس اليرمول من فصيلة سنجابية.